# Timboúva
As timboúvas (Enterolobium timbouva) são árvores que atingem até 35 metros. Da família das leguminosas, subfamília mimosoideae e nativas do Brasil (da Bahia até o Rio Grande do Sul), possuem madeira útil, folhas bipenadas, flores brancas e frutos coriáceos pretos, que encerram saponina e têm a forma de uma orelha humana. Suas cascas e folhas são ictiotóxicas. São conhecidas ainda pelos nomes de fava-de-rosca, jacaré, pau-de-sabão, pau-sabão, sombreiro, tambor, tambori, tamboril, tamboriúva, tamburé, timbaúba, timbaúva, timbuva, ximbó, ximbiúva e ximbuíva.
O termo pode remeter ainda às árvores menores Quillaja brasiliensis e Quillaja saponaria.